# Steenortolaan
De steenortolaan (Emberiza buchanani) is een zangvogel uit de familie van gorzen (Emberizidae).

## Verspreiding en leefgebied
Deze soort komt voor van de Kaspische Zee tot de Altaj in Centraal-Azië. Ze overwinteren in delen van Zuid-Azië.
De soort telt drie ondersoorten:
- E. b. cerrutii: van oostelijk Turkije tot Turkmenistan.
- E. b. buchanani: van Oezbekistan en Tadzjikistan tot centraal Afghanistan en Pakistan.
- E. b. neobscura: van Kazachstan tot Mongolië en noordwestelijk China.